# Helcystogramma rufescens

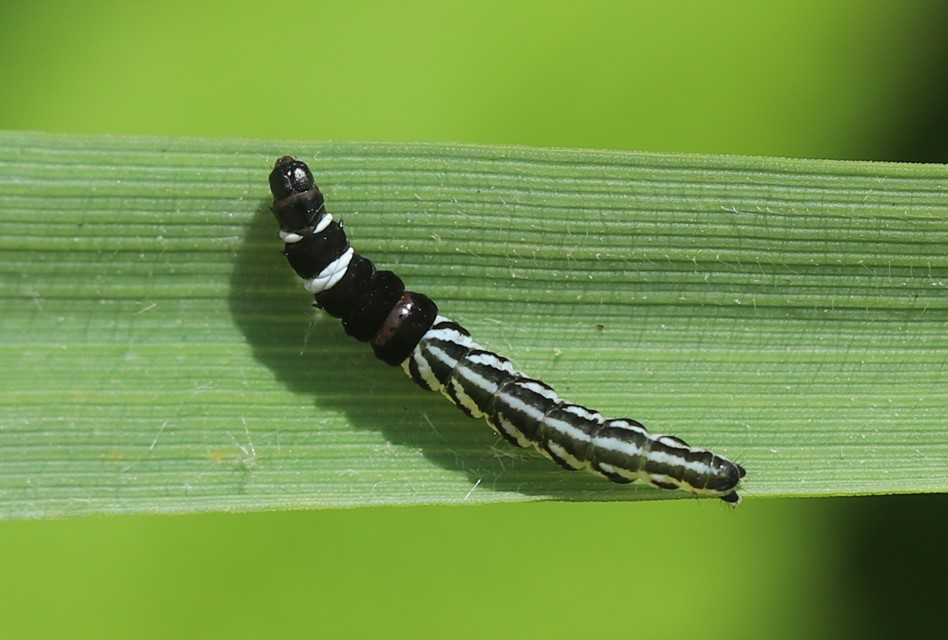
Raupe, Dorsalansicht

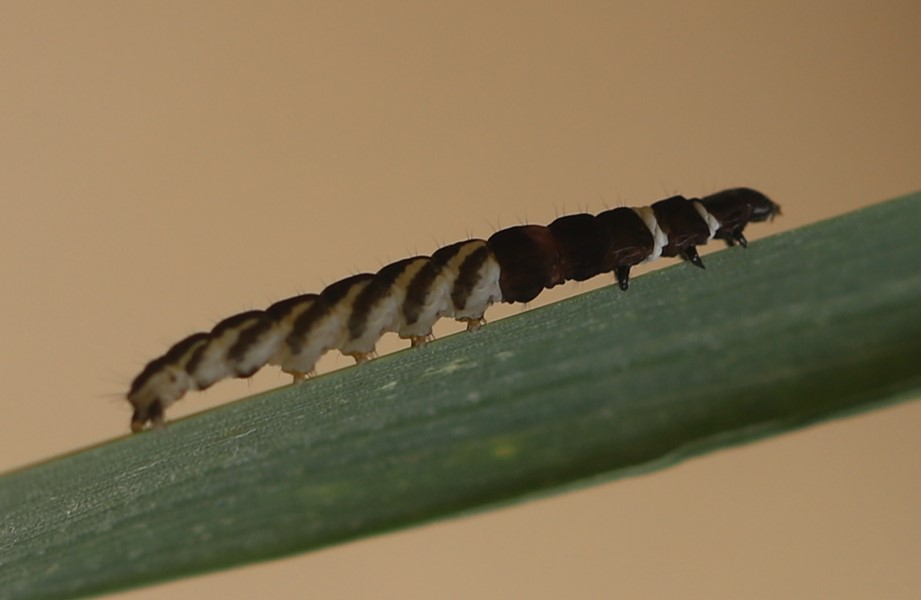
Raupe, Seitenansicht

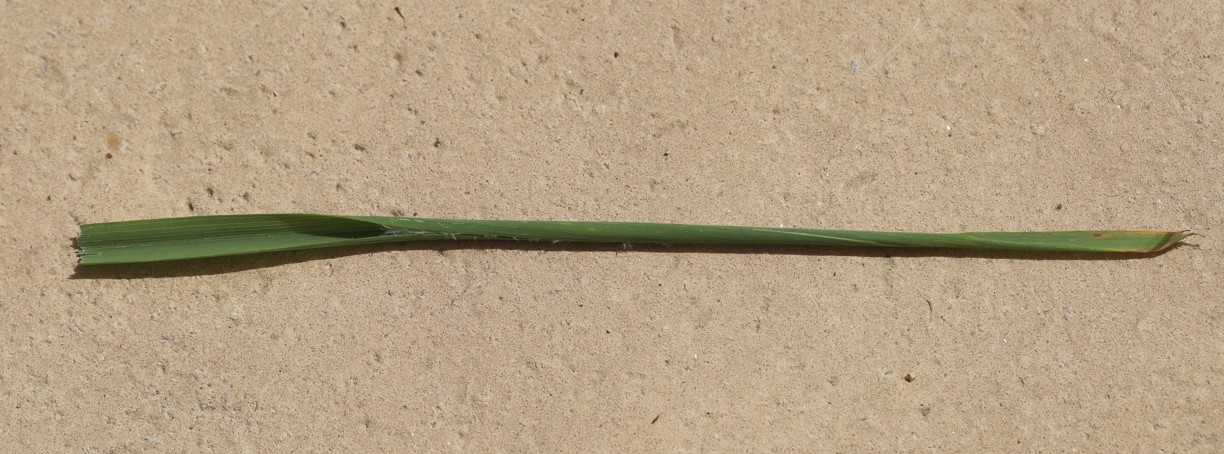
Blattrolle / Wohnröhre der Raupe

Helcystogramma rufescens ist ein Schmetterling aus der Familie der Palpenmotten (Gelechiidae). Die Art wurde von dem englischen Entomologen Adrian Hardy Haworth im Jahr 1828 als  Recurvaria rufescens erstbeschrieben. Das lateinische Art-Epitheton rufescens bedeutet „rötlich“.

## Merkmale
Die Schmetterlinge besitzen eine Flügelspannweite von 14–18 mm. Die Vorderflügel sind hell rötlich-ockerfarben. Im äußeren Bereich sind sie zwischen den Flügeladern häufig verdunkelt. Die Hinterflügel sind weißlich-grau. Eine sehr ähnliche Art ist Acompsia cinerella.
Die bis zu 10 mm langen Raupen sind im vorderen Bereich überwiegend schwarz gefärbt, im hinteren überwiegend weiß gefärbt. Kopf und Nackenschild sind schwarz. Die Segmente 3–6 sind schwarz, wobei die Segmente 3 und 4 vorne weiß gesäumt sind. Das sechste Segment weist dorsal einen braunen Fleck auf. Über die hinteren Segmente verläuft dorsal mittig ein weißer Längsstrich, flankiert beiderseits von einer dunklen Subdorsallinie, von der eine Reihe schräg nach hinten gerichteter dunkler Striche abzweigt. Mit diesem Färbungsmuster lassen sich die Raupen gewöhnlich sicher bestimmen. Es gibt jedoch ähnlich gefärbte Raupen verwandter Arten.

## Verbreitung
Helcystogramma rufescens ist in der westlichen Paläarktis heimisch. Die Art ist in Europa weit verbreitet. Ihr Vorkommen reicht von Fennoskandinavien und den Britischen Inseln im Norden bis in den westlichen Mittelmeerraum. Nach Osten reicht das Verbreitungsgebiet bis nach Westsibirien.

## Lebensweise
Die Raupen beobachtet man gewöhnlich im Juni. Sie fressen an verschiedenen Süßgräsern, darunter Gewöhnlicher Glatthafer (Arrhenatherum elatius), Wald-Zwenke (Brachypodium sylvaticum), Wald-Reitgras (Calamagrostis arundinacea), Land-Reitgras (Calamagrostis epigeios), Gewöhnliches Knäuelgras (Dactylis glomerata), Rohrglanzgras (Phalaris arundinacea) und Gewöhnliches Rispengras (Poa trivialis). Die Raupen spinnen ein Blatt auf einer Länge von etwa 6 cm zu einer Wohnröhre, in der sie sich aufhalten und an dem Blatt fressen. Findet die Raupe an dem Blatt nicht mehr genug Futter, wandert sie zu einem anderen Blatt und führt dort dieselbe Prozedur durch. Letztendlich spinnt sich die Raupe eine Blattröhre, in welcher sie sich dann verpuppt. Die Falter beobachtet man von Juni bis Anfang September.